# Hull, Illinois
Hull là một làng thuộc quận Pike, tiểu bang Illinois, Hoa Kỳ. Năm 2010, dân số của làng này là 461 người.

## Dân số
Dân số qua các năm:
- Năm 2000: 474 người.
- Năm 2010: 461 người.